# Abrikos (træ)
 For alternative betydninger, se Abrikos. (Se også artikler, som begynder med Abrikos)
Abrikostræet (Prunus armeniaca, "Armensk blomme") er et 4 meter højt, subtropisk træ med rødlige blomster. Frugterne, abrikoser, kan f.eks. bruges til syltetøj.

## Anvendelse
Træet kan dyrkes her i landet, men kun på et lunt sted og som espalier, dvs. fastholdt og beskåret helt fladt ind mod en sydvendt mur eller til nød en vestvendt, men aldrig op mod en østmur. Abrikos-frugterne modner i august.
Ofte er det nødvendigt at foretage bestøvningen kunstigt, for træet blomstrer så tidligt, at bierne ikke flyver endnu.
Frugterne, abrikoser, kan bruges til syltetøj, henkogning eller som frugtgrød og kagefyld.
| Portal | Portal:Botanik |